# Ayria
Ayria, uttalat area, är ett kanadensiskt synthpopprojekt skapat av Jennifer Parkin i Toronto 2003.
På sin blogg har Parkin uttalat att namnet är en akronym för "Awesome, Yeah Really, I'm Awesome".

## Diskografi

### Studioalbum
- 2003 – Debris
- 2005 – Flicker
- 2008 – Hearts for Bullets
- 2013 – Plastic Makes Perfect
- 2016 - Paper Dolls

### EP
- 2005 – My Revenge on the World
- 2008 – The Gun Song EP
- 2013 - Plastic and Broken EP